# Dyplomacja pingpongowa

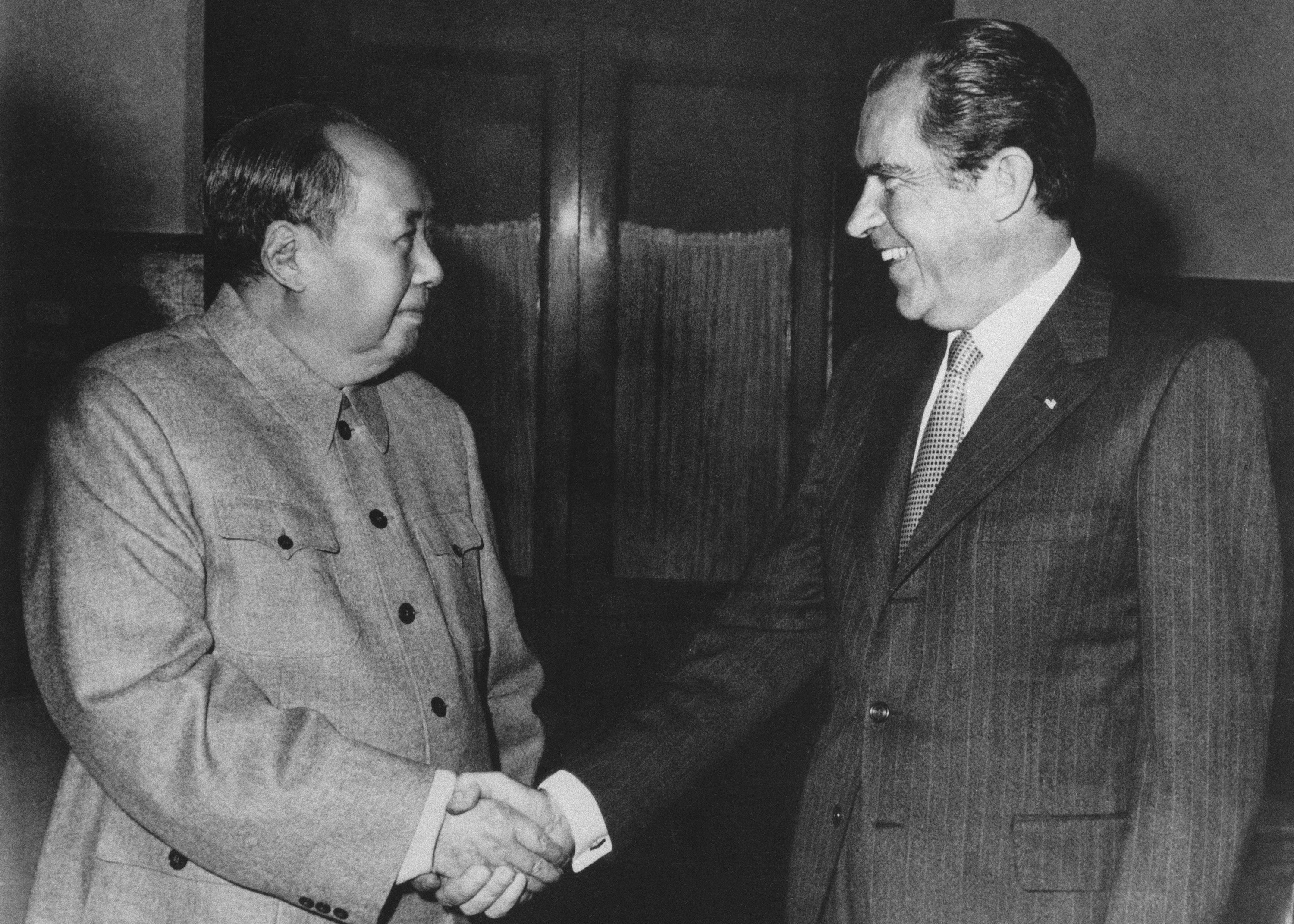
Spotkanie Nixona z Mao w 1972 - efekt dyplomacji pingpongowej.

Dyplomacja pingpongowa – termin politologiczny oznaczający podejmowanie wstępnych kroków, niekiedy odległych od meritum sprawy, do nawiązania lub wznowienia stosunków dyplomatycznych między państwami. Źródłem tego terminu jest wydarzenie z 1971 roku, gdy po mistrzostwach świata w tenisie stołowym w Japonii władze chińskie zaprosiły do siebie drużynę graczy amerykańskich na turniej tenisa stołowego („pingponga”). 
Drużyna z USA wraz z dziennikarzami i towarzyszącymi im osobami byli pierwszymi Amerykanami, którzy oficjalnie pojawili się w komunistycznych Chinach od 1949 roku, kiedy władzę objął Mao Zedong. Obie strony wykorzystały to wydarzenie jako pretekst do nawiązania dalszych kontaktów dyplomatycznych i politycznych.
W 1972 roku Richard Nixon odwiedził Chiny i spotkał się z Mao Zedongiem, było to efektem „dyplomacji pingpongowej” czy inaczej „dyplomacji sportowej”.
Nawiązanie do tamtego wydarzenia znalazło się w powieści Forrest Gump: autor książki, Winston Groom, umieścił swego tytułowego bohatera w składzie ekipy tenisistów stołowych wysłanych do Chin. W nakręconym przez Roberta Zemeckisa w 1994 filmie fabularnym Forrest Gump wątek ten był również ukazany.